# Orlovské lesy
Orlovské lesy jsou smíšené lesy, které se rozkládají na pomezí okresů Havlíčkův Brod a Pelhřimov v Kraji Vysočina.

## Popis
Jedná se o lesy mezi Humpolcem a Lipnicí nad Sázavou, dále jsou vymezeny obcemi Kejžlice, Čejov, Rozkoš a Věž. Jejich rozloha je 1700 ha a patří tak k největším lesům na Vysočině. Nejvyšším vrcholem polesí je Čejovský kopec (Orlík) s nadmořskou výškou 678 m n. m. V Orlovských lesích pramení Křivoláčský potok a nachází se v nich několik studánek – k nejznámějším patří Buková studánka a studánka u Wolkerova pomníku. Skrz lesy vedla dříve stezka z Lipnice do Humpolce, díky čemuž zde byly objeveny drobné archeologické nálezy. V lesích stojí Orlovská hájovna.

## Využití
Orlovské lesy jsou využívané k hospodářským účelům, spravují je Lesy České republiky. V roce 1986 byla v blízkosti vesnice Mozerov zřízena Obora Veselsko pro muflony, jejíž rozloha je 50 ha. Lesní komplex je také hojně využíván k rekreačním účelům. Nachází se zde turistické trasy, cyklotrasy či běžkařské trasy.

## Pamětihodnosti
- Stezka poznání
- Wolkerův pomník – pomník z roku 1934 stojí na místě, kde se od roku 1912 konaly první skautské tábory v Česku, kterých se účastnil i Jiří Wolker.
- Orlovská myslivna
- zřícenina hradu Orlík
- rybník Pelhřimák
- Orlovská huť – bývalá sklářská huť
- skalní útvary
- Obrázek svatého Huberta[4]

## Fotogalerie

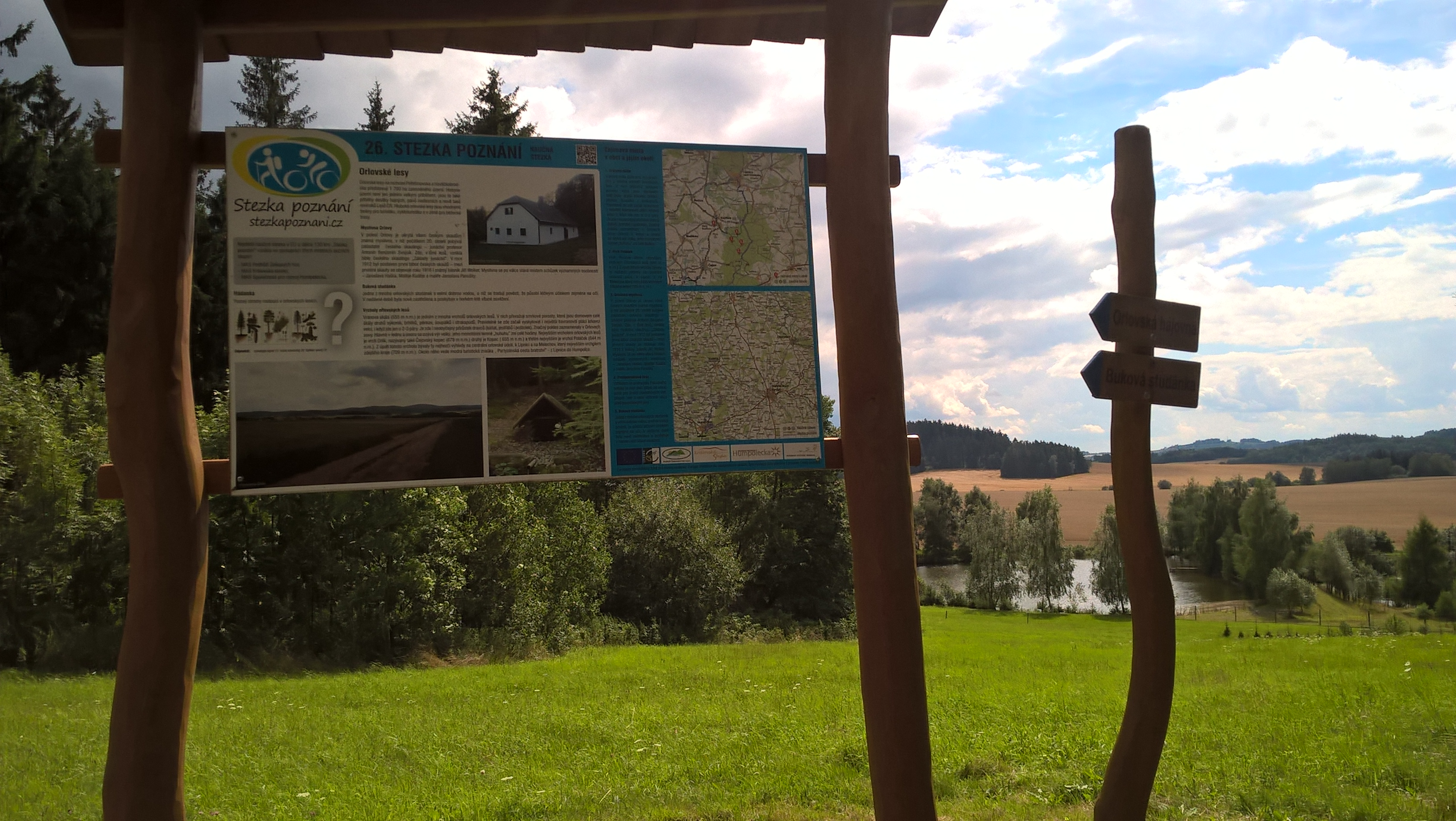
Stezka poznání – Orlovské lesy
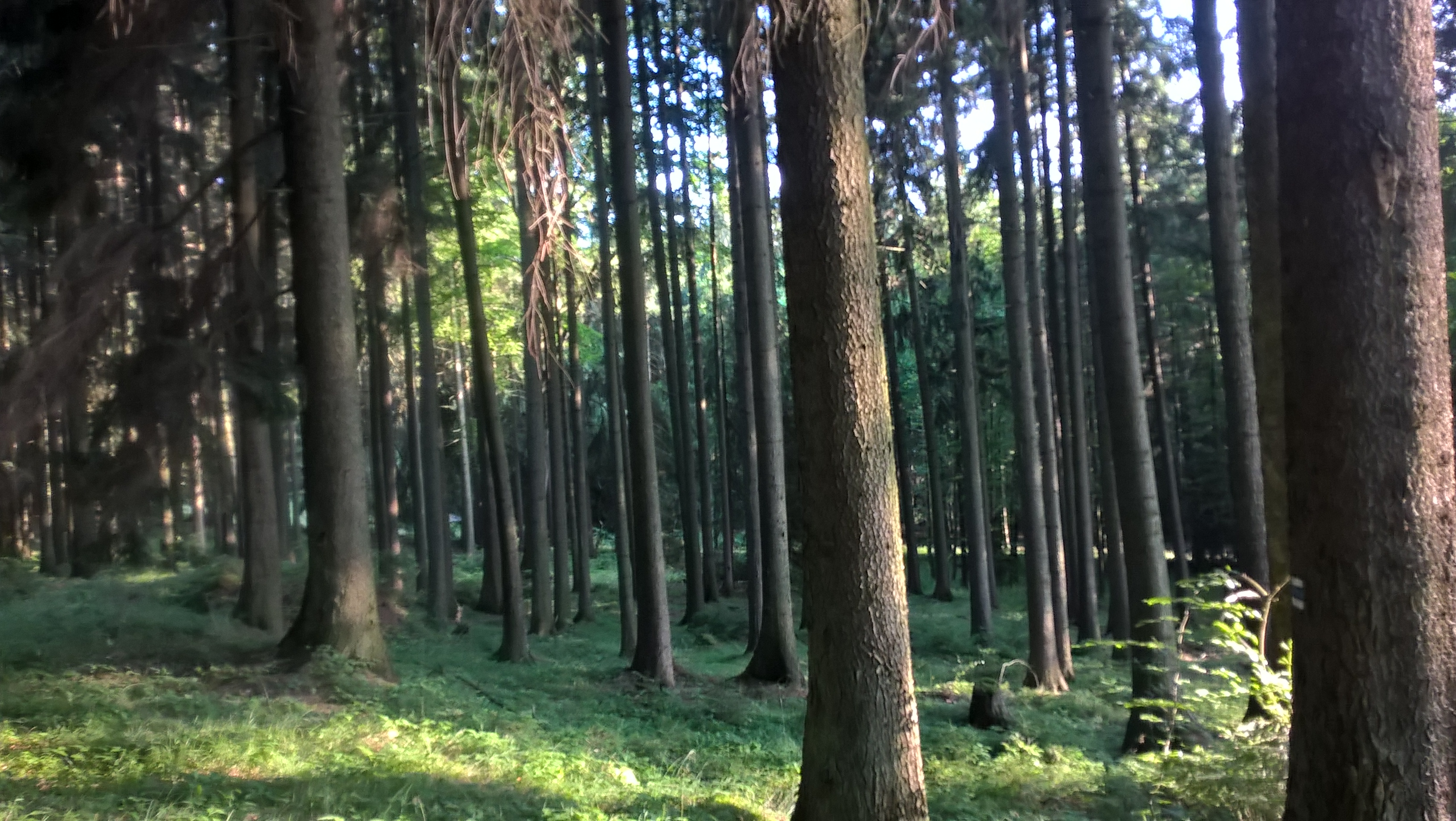
Orlovy v létě
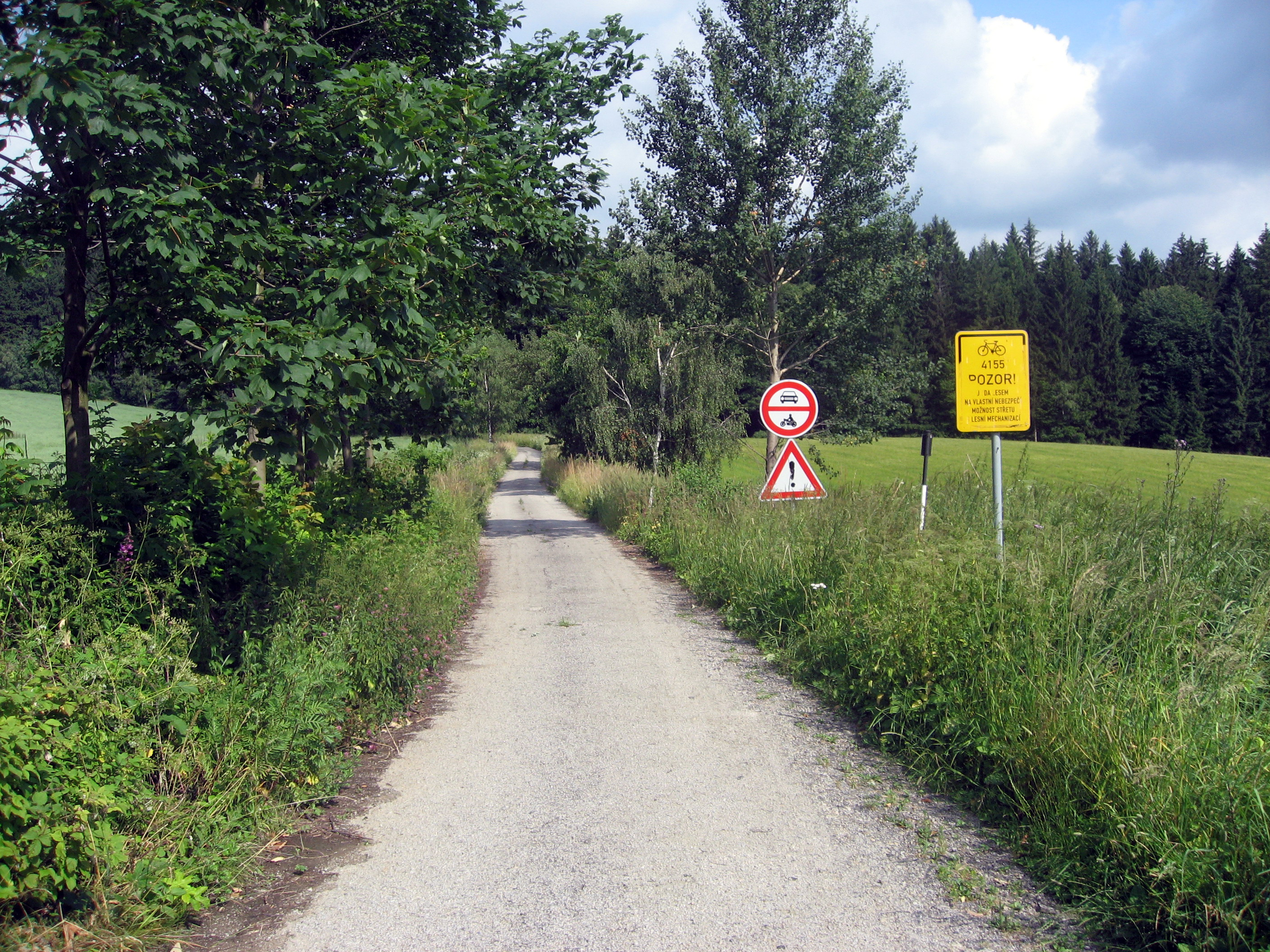
Orlovy – cyklotrasa
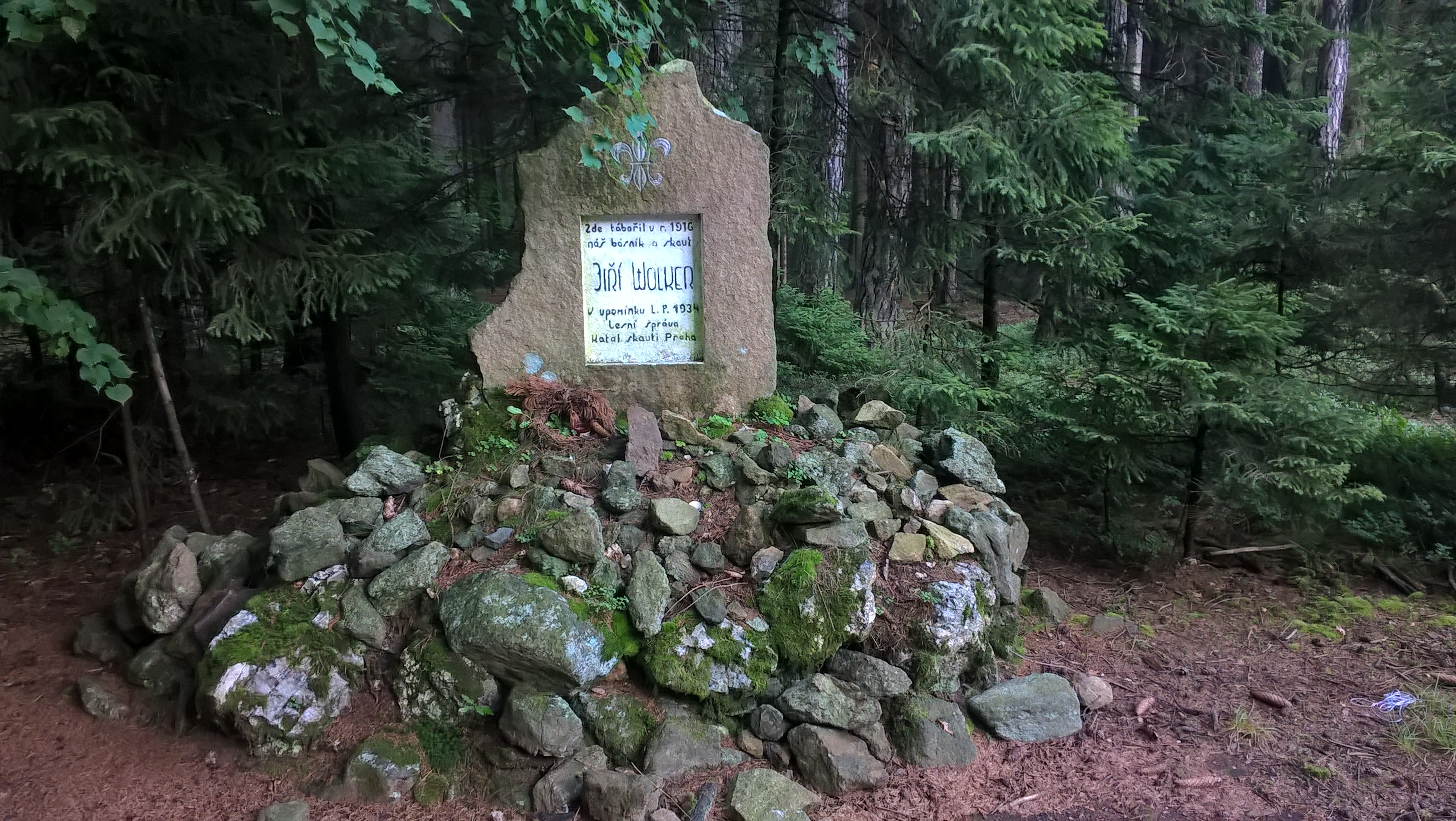
Wolkerův pomník
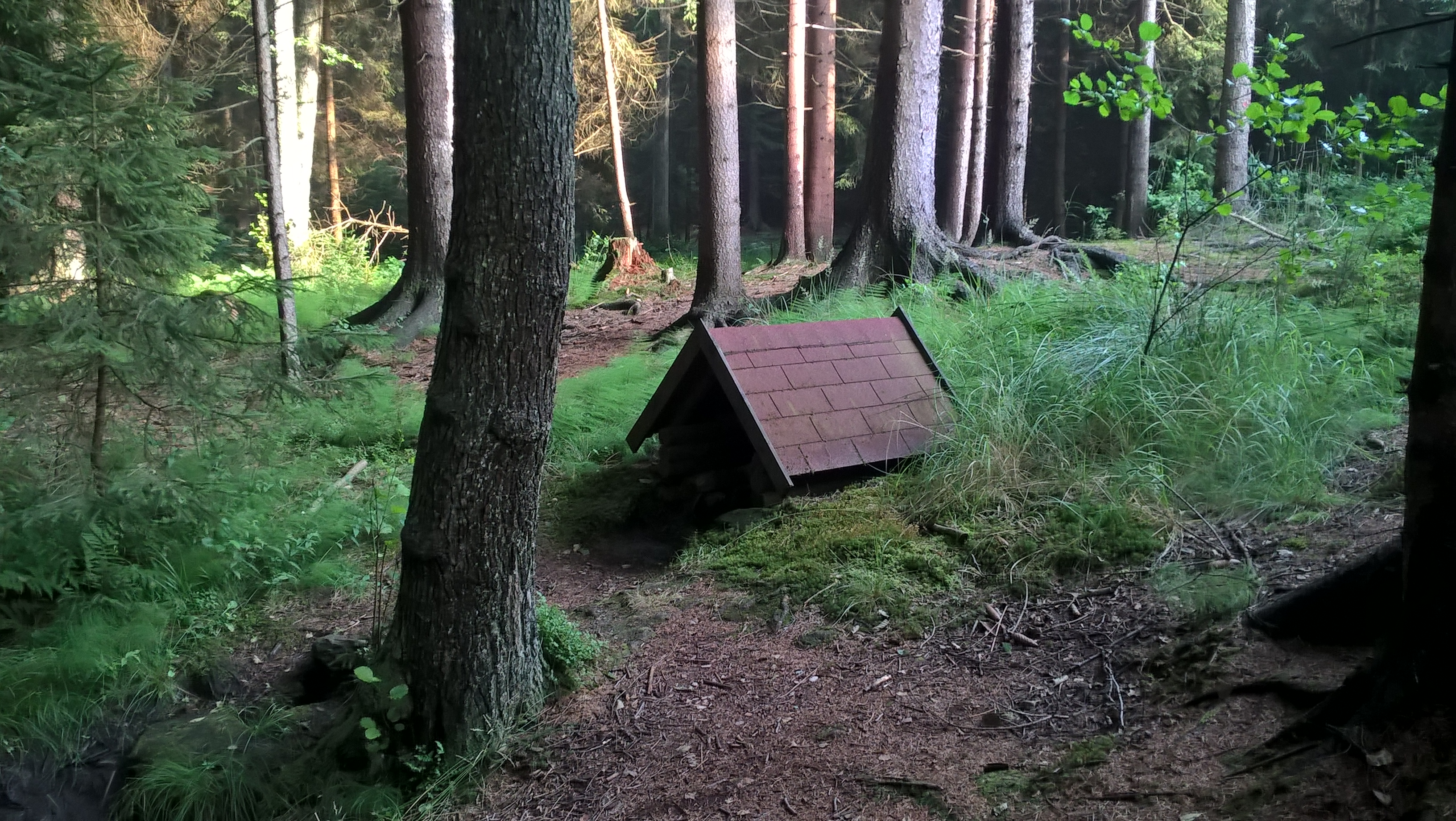
Lesní studánka – Wolkerův pomník
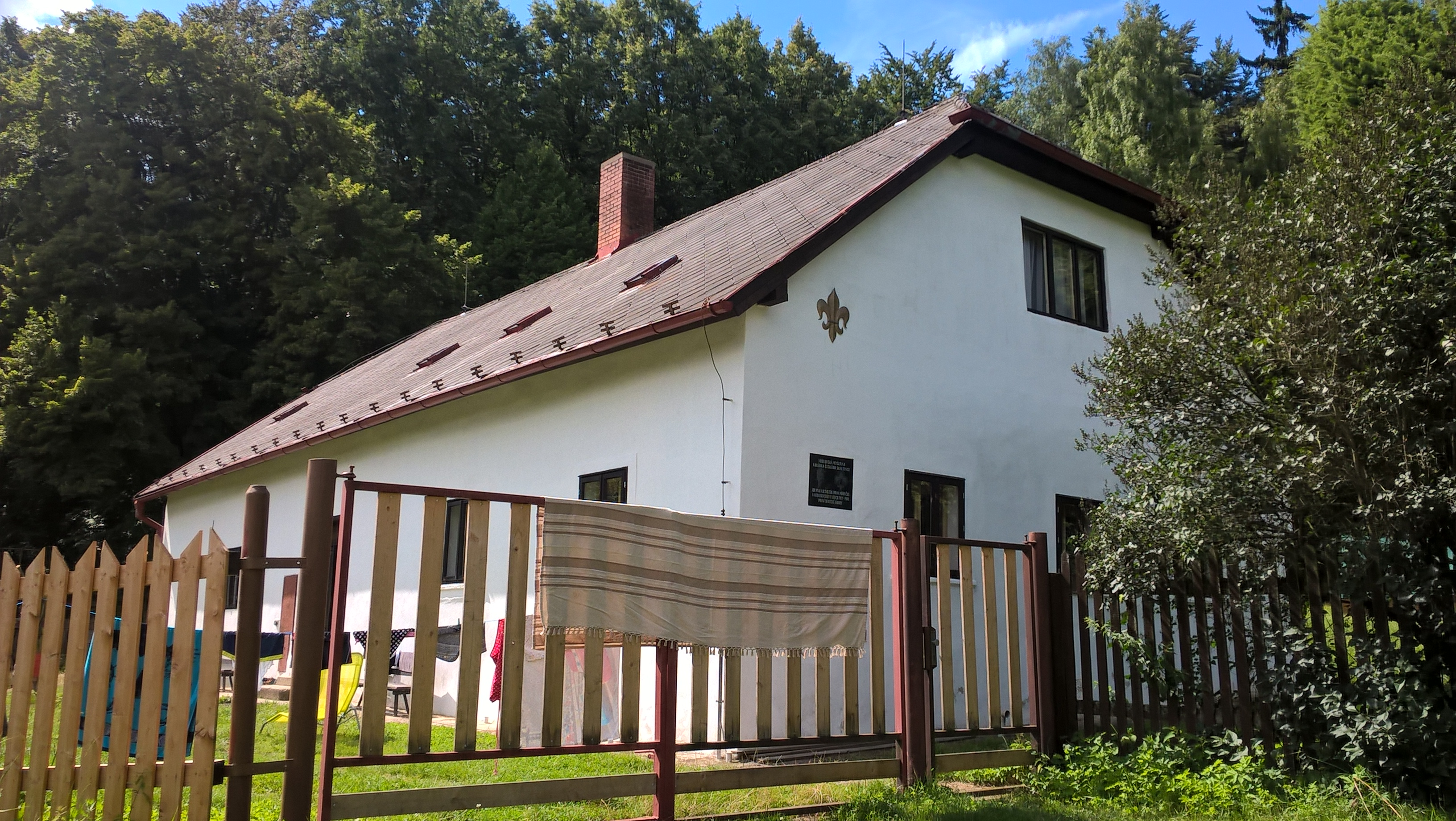
Orlovská myslivna
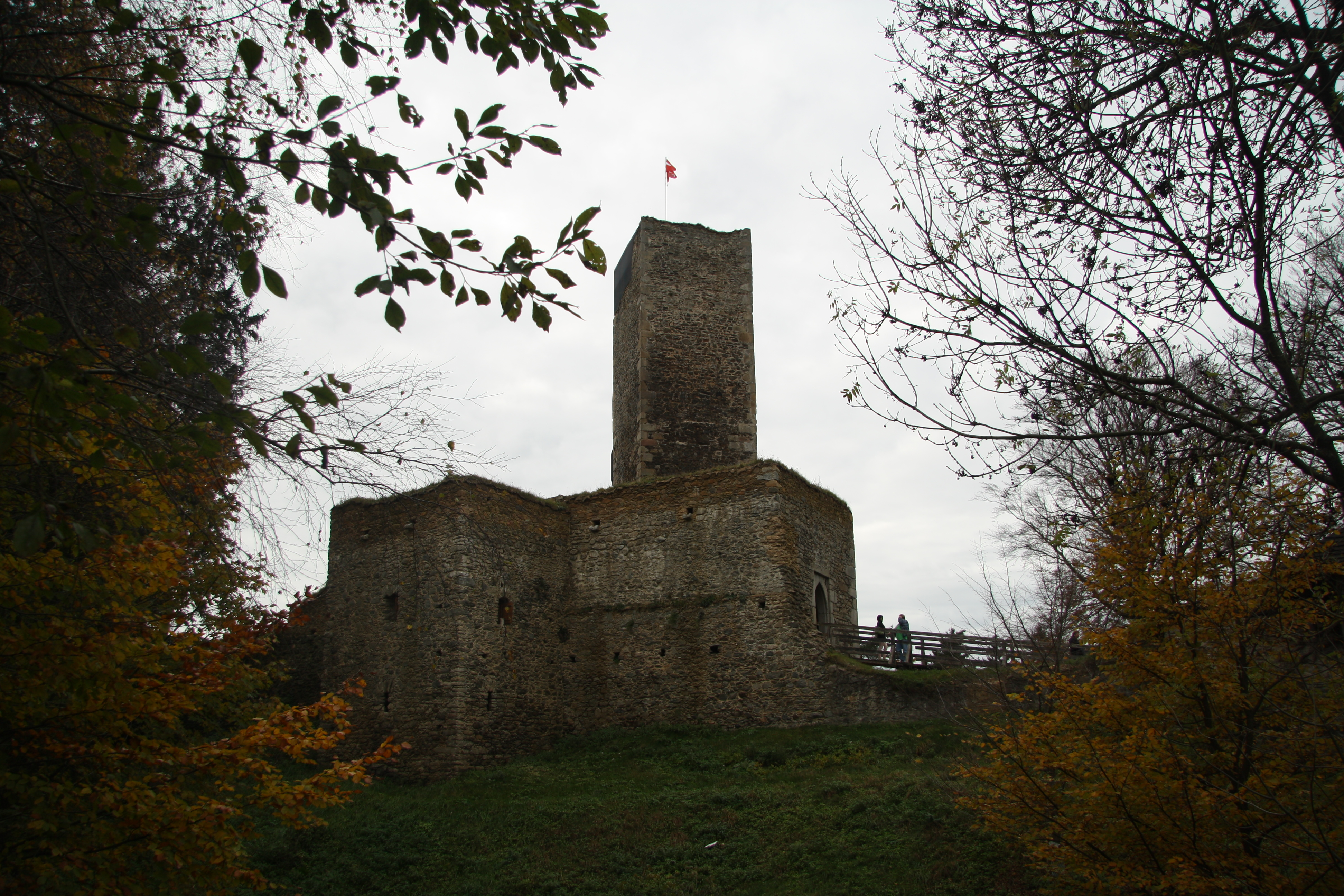
Zřícenina hradu Orlík
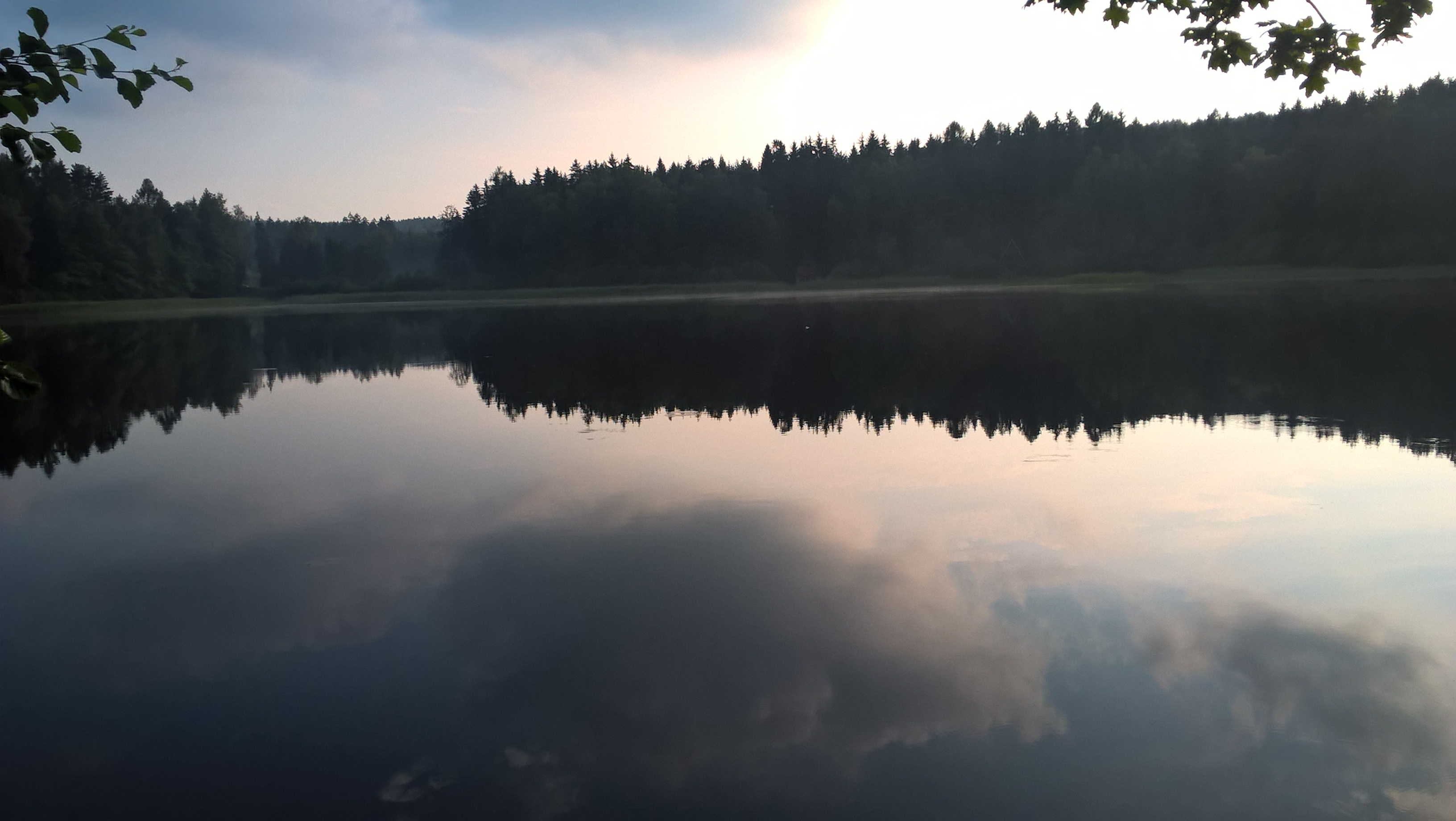
Rybník Pelhřimák